# Comarca
A comarca constitui um tipo de circunscrição de âmbito judicial, administrativo ou meramente geográfico existente em alguns países e outros territórios, sobretudo naqueles da Península Ibérica ou naqueles que foram historicamente influenciados pelos diversos povos ibéricos. Derivado de "marca" (no sentido de confim ou limite), o termo foi originalmente empregado, na Península Ibérica, como referência a uma região extrema ou fronteiriça. Posteriormente, passou a ser usado com um significado mais abrangente, referindo-se a qualquer tipo de região, mas especialmente a uma de dimensão intermédia, normalmente centrada numa cidade ou outra localidade importante, mas abrangendo também um conjunto de outras localidades limítrofes daquela. Conquanto em alguns países e territórios, a comarca se manteve como uma mera área de referência geográfica sem qualquer carácter formal, em outros foi formalizada como uma circunscrição política, administrativa ou judicial.

## Etimologia e significado
O termo aparece originalmente referido em latim medieval nas variantes commarca, comarcha e comarquia, que deram origem a "comarca" em língua portuguesa. Resulta, por sua vez, do agrupamento do prefixo "co-" ou "com-" (representando a ideia de "união" ou "conjunto") com a palavra "marca", originária do termo germânico Mark, significando "confim", "limite", "fronteira" ou "extremo". Semanticamente, "comarca" significaria assim originalmente um "conjunto de territórios fronteiriços ou extremos".
O sentido da palavra "comarca" terá posteriormente evoluído, deixando a mesma de ser usada como mera referência a uma "área fronteiriça" e passando a ser usada num sentido mais abrangente para designar genericamente qualquer área geográfica. Foi especialmente empregue para se referir a um território ao redor de uma cidade ou vila importante e englobando outras vilas secundárias limítrofes daquela, que constituía uma escala intermédia entre uma circunscrição local (como um município) e uma circunscrição regional (como uma província).

## Brasil

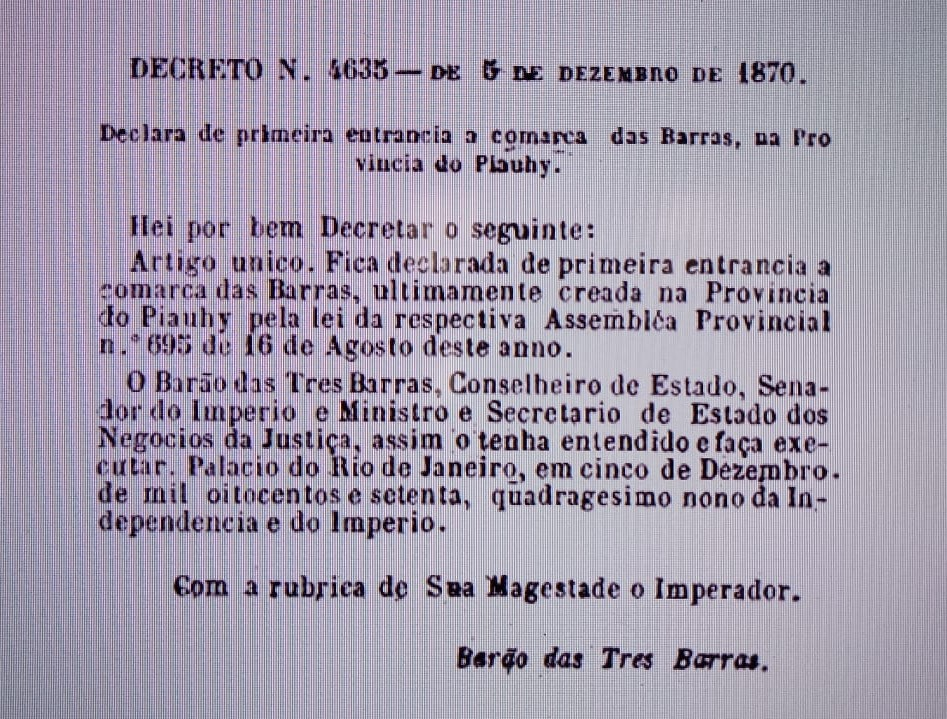
Documento em que o Imperador Pedro II do Brasil eleva uma cidade para primeira entrância judicial.

No Brasil, é termo jurídico que designa uma divisão territorial específica, que indica os limites territoriais da competência de um determinado juiz ou Juízo de primeira instância. Assim, pode haver comarcas que coincidam com os limites de um município, ou que os ultrapasse, englobando vários pequenos municípios. Nesse segundo caso, teremos um deles que será a sede da comarca, enquanto que os outros serão distritos deste, somente para fins de organização judiciária. Comarca seria o lugar onde o juiz de primeiro grau tem competência, o lugar onde exerce sua jurisdição.
O território do Estado é divido em Comarcas, podendo agrupá-las em Circunscrição e dividi-las em Distrito Judiciário. Dentro de cada comarca pode haver uma ou mais varas, e a criação de novas varas seguirá os mesmos critérios de criação das comarcas, baseando-se em índices estabelecidos em lei estadual.
Como exemplo de varas temos: Varas de Infância e Juventude, Varas da Fazenda Pública, Varas Cíveis, Varas de Família, Varas Criminais, Juizado Especial Criminal, Juízes de Direito Auxiliares, Juizado Especial Cível.
As comarcas são classificadas em primeira, segunda, terceira e quarta entrâncias. As comarcas fazem parte da primeira instância enquanto os Tribunais de Justiça fazem parte da segunda instância judiciária. As comarcas classificam-se também segundo sua importância em entrâncias, sendo as de primeira entrância as menos importantes ou menores, e de entrância especial (também chamada de quarta entrância em alguns casos) a comarca da capital do estado. Na Bahia, a partir de 2008, as comarcas passaram a ser classificadas em entrância "inicial" (antiga 1.ª entrância), "intermediária" (antigas 2.ª e 3.ª entrâncias) e "final" que corresponde à capital do estado (antiga entrância especial).
Para a criação e a classificação das comarcas, serão considerados os números de habitantes e de eleitores, a receita tributária, o movimento forense e a extensão territorial dos municípios do estado.
Requisitos essenciais para a criação de comarca:
I - população mínima de quinze mil habitantes ou mínimo de oito mil eleitores;
II - movimento forense anual de, pelo menos, duzentos feitos judiciais;
III - receita tributária municipal superior a três mil vezes o salário-mínimo vigente na capital do estado.

## Espanha
Na Espanha, a comarca constitui uma área territorial definida, rodeando uma cidade importante e nela sedeada, que agrupa diversos municípios partilhando afinidades de carácter geográfico, histórico, cultural, etnográfico ou económico. Na maioria das comunidades autónomas, as comarcas não têm qualquer estatuto jurídico. Contudo, na Catalunha, Galiza e Aragão, constituem circunscrições administrativas intermunicipais.

## Portugal
Em Portugal as comarcas foram, durante o período do Antigo Regime, divisões administrativas e judiciais do país, à frente das quais estava um magistrado que representava a Coroa ou que, no caso das comarcas que eram terras senhoriais, representava o respetivo donatário.

### Antigo Regime
A partir do século XV, as grandes regiões militares, administrativas e judiciais em que o Reino de Portugal se dividia passaram a ser designadas "comarcas". Existiam então as comarcas de Entre-Douro-e-Minho, de Trás-os-Montes, da Beira, da Estremadura e do Alentejo, às quais se acrescentava o Reino do Algarve. A partir do século XVII, estas regiões começam a ser preferencialmente referidas como "províncias". O termo "comarca" passou a ser aplicado às novas circunscrições então criadas, como subdivisões das províncias. Para as novas comarcas foram transferidas as maiorias das funções administrativas e judiciais que anteriormente competiam às províncias. Como representante do Monarca, em cada comarca existia, um magistrado inicialmente chamado "tenente", depois "meirinho-mor" e finalmente "corregedor". Nas comarcas senhoriais, havia uma magistrado homólogo, mas nomeado pelo donatário, que se chamava "ouvidor". Os magistrados das comarcas desempenhavam funções tanto administrativas como judiciais, supervisionando os juízes de fora, os juízes ordinários e as administrações dos municípios localizados na sua circunscrição. A atividade administrativa e judicial dos corregedores era designada "correição", termo este que ocasionalmente e por extensão era usado também para designar as próprias comarcas a cargo daqueles. Em contrapartida, as comarcas a cargo de ouvidores eram referidas como "ouvidorias".

### Atualmente

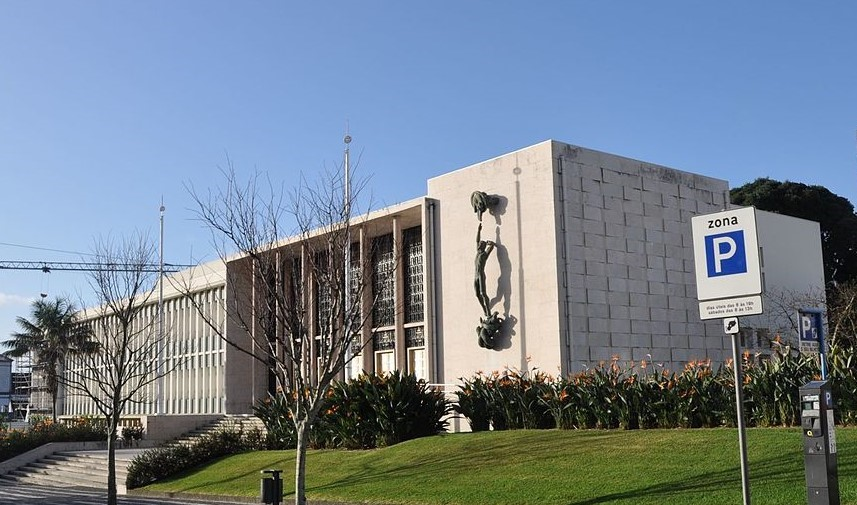
Palácio da Justiça de Ponta Delgada, sede da comarca dos Açores.

O estabelecimento do regime constitucional e da sua doutrina da separação de poderes, levou à especialização dos órgãos do Estado, cada qual passando a atuar apenas na esfera de um único dos poderes judicial, executivo ou legislativo, ao invés de concentrarem vários deles como acontecia no Antigo Regime. Consequentemente, foram também estabelecidas circunscrições judiciais distintas das circunscrições administrativas, ainda que ocasionalmente pudessem coincidir territorialmente. Mantidas, no início do regime constitucional, como circunscrições administrativas a cargo de subprefeitos (exceto as comarcas sede de província, que estavam diretamente a cargo dos respetivos prefeitos), as comarcas foram contudo substituídas neste âmbito pelos distritos administrativos criados em 1835. As comarcas passaram a ser então circunscrições de âmbito meramente judicial, cada qual constituindo a área de jurisdição de um tribunal ou juízo de direito de primeira instância.
Desde o século XIX, que o número de comarcas do país foi sendo sucessivamente aumentado, à medida que o crescimento da carga processual nas diversas localidades foi justificando a criação de novos que juízos de primeira instância. No final de 2013, Portugal encontrava-se já dividido em 213 comarcas, a maioria delas correspondendo à área territorial de um único município, havendo no entanto algumas que compreendiam mais do que um. Por esta altura, cada comarca dispunha de um tribunal judicial de 1ª instância. Este poderia ser desde um pequeno tribunal com um único juízo de competência genérica até um grande tribunal desdobrado um múltiplos juízos ou varas de competência especializada (cível, criminal, instrução criminal, etc.). Face à impossibilidade dos pequenos tribunais de comarca com um único ou poucos juízos poderem isoladamente constituir os tribunais coletivos necessários para o julgamento de diversas matérias, as comarcas estavam para esse efeito agrupadas em círculos judiciais.
Em 2014 e na sequência da nova Lei da Organização do Sistema Judiciário (Lei n.º 62/2013, de 26 de agosto) foi estabelecido um novo mapa judiciário de Portugal, que provocou uma alteração profunda na sua divisão comarcã. No âmbito deste novo mapa judiciário, as anteriormente existentes 231 pequenas comarcas - bem como os círculos judiciais em que as mesmas se agrupavam - foram substituídas por 23 novas grandes comarcas. As novas comarcas coincidem agora, na maioria dos casos, com as áreas territoriais dos distritos administrativos e das regiões autónomas.
Todas as novas comarcas passaram a dispor uniformemente de um grande tribunal judicial de primeira instância, desdobrado em múltiplos juízos especializados. Está prevista a existência de juízos de instância central cível, de instância central criminal, de instrução criminal, de família e menores, do trabalho, do comércio, de execução, de instância local cível, de instância local criminal e de instância local genérica. Em determinadas comarcas, podem também existir juízos de proximidade, com a função de descentralizar alguns serviços judiciais em municípios que deixaram de ser sede de comarca.
Para além dos tribunais de comarca, existem alguns tribunais judiciais de primeira instância de competência territorial alargada, cada qual com jurisdição sobre várias comarcas. Atualmente, são os seguintes: tribunais de execução de penas do Porto, Coimbra, Lisboa e Évora, Tribunal Marítimo, Tribunal da Propriedade Intelectual, Tribunal da Concorrência, Regulação e Supervisão e Tribunal Central de Instrução Criminal.